# Emma och Daniel: Mötet
Emma och Daniel: Mötet är Mats Wahls första bok om Emma och Daniel, utgiven 1996.
Fortsättningsböckerna heter Emma och Daniel: Kärleken och Emma och Daniel: Resan. Denna bok har filmatiserats 2003, se Emma och Daniel: Mötet (film).

## Handling
Emma, 12 år bor med sin pappa Anders på en fiskecamp i Lappland. Pappan har genom en kontaktannons träffat Sara, en kvinna från Stockholm, som planerar att komma upp och hälsa på till sommaren. Med sig har hon sin tolvårige son Daniel.
Den naturintresserade Emma, som fortfarande sörjer sin döda mamma, ser inte alls fram emot besöket från storstan. Daniel, som inte kan leva utan sin dator, är inte heller speciellt förtjust över att tvingas trängas med den sura Emma på en fiskecamp utan el, långt uppe i den norrländska fjällvärden.
För att få lite lugn och ro bestämmer sig Emma för att följa med den gamle fiskaregubben Isak på en tredagars fisketur i vildmarken. Till hennes besvikelse följer Daniel med. Fjällturen blir oväntat dramatisk, då Emma och Daniel tvingas att ta hjälp av varandra för att kunna ta sig tillbaka hem. 